# Casa Castellarnau
La Casa Castellarnau és un edifici situat al carrer dels Cavallers, 14 de Tarragona, com a bé cultural d'interès local. Actualment, és actualment la seu central del Museu d'Història de Tarragona.

## Història
Els seus orígens es remunten a inicis del segle xv, quan era propietat d'Iu Ferré, membre actiu del consistori de la ciutat. D'aquesta època es conserven una sèrie d'arcs apuntats a la planta baixa i pati interior. Malgrat tot, durant les excavacions es van documentar una sèrie d'estructures precedents d'època tardoantiga i dels segles xii al xiv. L'any 1527, la casa era propietat de Francesc de Soldevila.
L'any 1542, l'edifici va patir una sèrie de transformacions per adequar-se, juntament amb les cases Ixart i Montoliu, per servir de residència reial en l'estada que el rei Carles I va realitzar a Tarragona.
L'any 1764, Carles de Castellarnau va comprar la casa per establir-hi la seva residència. Així mateix, la família Castellarnau va adquirir dues cases annexes més per tal de poder-la ampliar i guanyar en dimensions i espai interior. El disseny de la nova construcció fou encarregat a l'arquitecte barceloní Josep Prat i Delorta.
Des de l'any 1954, l'edifici és de propietat municipal. A partir d'aquest moment, va ser remodelat amb nombroses modificacions. Excavacions realitzades l'any 1993 al pati van posar al descobert tota una sèrie d'estructures d'època romana corresponents al podi del porticat de la gran plaça de representació de la província.
A la planta baixa hi estan exposades moltes peces del llegat de Joan Molas.

## Descripció
Casa senyorívola amb pati interior. La façana principal té esgrafiats i pintures al voltant dels buits. La porta d'accés és de fusta tallada i té un escut representatiu, de pedra, al centre de la llinda.
L'interior destaca en el seu conjunt, especialment l'escala de tradició gòtica catalana que tenia la seva entrada per la porta de l'extrem dret. A la planta noble cal remarcar les diverses estances, com la sala blava, la groga, la vermella i la verda, barrocament ornats amb pintures al sostre i l'abundància d'elements clàssics com són les cornises sustentades per columnes fictícies, columnes -de veritat-, capitells i llindes de les portes, arcs ornamentats a les finestres, etc. Ara bé, l'espai més emblemàtic de la casa és sense cap dubte el saló. Aquest presenta el sostre decorat amb motius mitològics atribuïts al pintor provençal Josep Bernat Flaugier, de finals del segle xviii.
A la façana posterior, que està sense arrebossar, s'aprecia l'obra feta amb carreus.